# Овални портрет
„Овални портрет” (енгл. The Oval Portrait) је приповетка америчког писца Едгара Алана Поа, први пут објављена у априлу 1842. године. Једна је од Поових најкраћих прича, а у оригиналном издању је испунила само две стране.

## Радња
Повређени приповедач тражи уточиште у напуштеној вили на Апенинима. Он проводи време дивећи се сликама које красе просторију необичног облика и прегледавајући књигу, пронађену на јастуку, која их описује.
Приближавајући свећу књизи, приповедач открива досад незапажену слику на којој су приказана глава и рамена младе девојке. Слика необјашњиво одушевљава приповедача „на можда читав сат”. Након озбиљног размишљања, он схвата да је чар слике у „потпуној животности израза”. Приповедач жељно консултује књигу да би објаснио слику. Остатак приче од сада је одломак из ове књиге – прича у причи.
Књига описује трагичну причу о младој девојци „ретке красоте”. Волела је и удала се за ексцентричног сликара који је бринуо о свом раду више него о било чему другом, укључујући и своју супругу. Сликар је на крају замолио своју жену да позира за њега, а она је послушно пристала, седећи „кротко много недеља” у његовој одаји високе куле. Сликар је тако марљиво радио на свом задатку да није препознао свенуће здравља своје жене, јер се она, као супруга пуна љубави, непрестано „смешила и настављала, без приговора”. Како се сликар ближио крају свог рада, никоме није дозволио да уђе у куполу и ретко је скидао поглед са платна, чак и да би посматрао своју жену. Након што је прошло много недеља, коначно је завршио своје дело. Међутим, док је гледао завршену слику, осећао се згрожено, па је узвикнуо: „Ово је стварно сам Живот!” Након тога се изненада окренуо да погледа своју невесту и открио да је умрла.

## Анализа
Централна идеја приче лежи у збуњујућем односу између уметности и живота. У „Овалном портрету” уметност и зависност од ње су на крају приказани као одговорни за смрт младе невесте. У овом контексту, уметност се може синонимно изједначити са смрћу, док се однос уметности и живота последично сматра ривалством. Поова је теорија да је поезија као уметност ритмичко стварање лепоте и да је најпоетичнија тема на свету смрт лепе жене.

## Историја објављивања
„Овални портрет” је први пут објављен као дужа верзија под насловом „Живот у смрти” у часопису Graham's Magazine 1842. године. „Живот у смрти” је укључивао неколико уводних пасуса који објашњавају како је приповедач рањен и да је конзумирао опијум како би олакшао бол. По је вероватно избацио овај увод јер није био посебно релевантан, а такође је остављао утисак да прича није ништа друго до халуцинација. Краћа верзија, преименована у „Овални портрет” објављена је у издању новина Broadway Journal од 26. априла 1845. године.

## Пријем и утицај
Прича је инспирисала елементе романа Слика Доријана Греја Оскара Вајлда из 1891. године. Пет година пре објављивања романа, Вајлд је похвалио Поов израз за ритмичност. У Вајлдовом роману, портрет постепено открива зло свог субјекта, а не зло свог уметника.
Сличан заплет се такође користи у причи „Белег” Натанијела Хоторна из 1843. године.
У „Паду куће Ашера” јављају се слични елементи, као што су сликар, његова љубавница/модел у удаљеном окружењу и посебно њихове опсесије о неживим објектима који живе (кућа Ашера, слика у „Портрету”). Године 1928, француски режисер Жан Епштајн снимио је филм Пад куће Ашера који је комбиновао обе приче. Уметник Ричард Корбен их је комбиновао у својој адаптацији из 2012. након што је сваку адаптирао за себе.
Представа „Овални портрет” Ленса Тејта из 2002. заснована је на овој Поовој причи. Лора Грејс Патило написала је у Рецензији Едгара Алана Поа (2006):
[Тејт] узима Поов наратив и интригантно га трансформише у дијалог између модела и портрета. Расположење комада је мало другачије од оригиналног Поовог дела, и на крају је нејасно да ли ће модел заиста умрети (буквално или фигуративно) као у Поовој причи, али Тејта треба похвалити за стварање дијалога који чини да Поова прича оживи изван наративних ограничења изворне прозе.